# Nikos Skalkottas
Œuvres principales
- 36 Danses Grecques (1931-36)
- Le retour d'Ulysse (1942)
- Quatre images (1948)

Nikos Skalkottas (en grec moderne : Nίκος Σκαλκώτας), né à Chalcis le 8 mars 1904 et mort à Athènes le 19 septembre 1949, est un compositeur et violoniste grec. Il a été membre de la seconde école de Vienne et a été influencé par la musique classique et la musique traditionnelle grecque.
Níkos Skalkóttas, disciple d'Arnold Schönberg, Kurt Weill et Philipp Jarnach, est resté à peu près inconnu du public jusqu'en 1949, cité seulement dans des dictionnaires et joué par quelques musiciens. Pourtant, le musicologue Harry Halbreich, dans son article consacré à la musique en Grèce de l'édition 1965 du Larousse de la musique, écrivait déjà que Skalkottas est « le plus grand de tous les compositeurs hellènes », considérant que : « Son œuvre est aussi chaleureux, aussi lyrique, et souvent aussi sombre, que celui d'un Alban Berg, parfois aussi ténu et raffiné que celui d'un Webern, ou aussi rythmé que celui d'un Stravinsky ou d'un Bartók. Mais il est avant tout d'une clarté et d'une lucidité véritablement méditerranéennes », et parle des compositions de Skalkóttas comme « représentant une des œuvres les plus importants de notre époque ». C'est aussi le jugement du musicologue britannique Hans Keller, qui considère que les compositeurs essentiels du XXe siècle sont Schoenberg, Stravinsky, Chostakovitch et Skalkóttas.
La musique de Skalkóttas est écrite dans des idiomes très variés : l'on trouve autant de pièces atonales libres que d'autres sérielles (principalement dans son propre système « multi-sériel » bien plus libre que celui de Schoenberg), ou encore certaines modales et enfin purement tonales. Étant mort très jeune, il est impossible d'imaginer dans quelle direction le compositeur se serait engagé dans les années 1960… Il a écrit pour pratiquement toutes les formations et tous les genres, à l'exception de l'opéra.

## Biographie

### Enfance
Nikos Skalkóttas vit le jour à Chalkis sur l'île d'Eubée. Son père, Alécos, était originaire de l'île de Tínos (Cyclades), sa mère, Ioanna, venait de Hostia, en Béotie ; elle chantait à son fils des chansons de son pays (qu'il utilisa plus tard dans ses compositions) et lui racontait des légendes locales. À l'âge de cinq ans, avec l'aide de son père, il se construisit lui-même un petit violon. C'est son oncle Kostas, qui commença la même année à lui enseigner le violon. En 1909, la famille s'installa à Athènes pour fournir à Nikos une meilleure éducation : il poursuivit plus tard, en 1914 – a dix ans –, ses études de violon avec Tony Schulze, au Conservatoire d'Athènes, dont il sortit diplômé en 1920.

### Les années berlinoises (1921–1933)
L'un des événements décisifs dans la vie de Skalkóttas fut sans conteste l'obtention en 1921 d'une bourse de la Fondation Averoff, qui lui permit de se rendre à Berlin (où il restera jusqu'en 1933), d'abord pour des études supérieures de violon auprès de Willy Hess, à l'Académie Musicale, cela à un moment crucial de son développement artistique et humain. C'est clairement pendant ces années que Skalkóttas aura accès à toute l'actualité internationale de la musique et des arts. Mais l'on sait peu de choses en fait de ce qu'était la vie de Skalkóttas dans ces années. Dès sa première année d'études, il rencontre celle qui devait devenir sa première compagne vers 1926, la violoniste ukrainienne Mathilde Temko originaire de Riga en Lettonie. Ils auront ensemble 2 filles dont seule la seconde, Artémis Lindal, survécut. Ils se séparèrent en 1931 et Mathilde s'installa avec sa fille à Stockholm. À Berlin, Skalkóttas partagea la première année un appartement à Lankwitz avec Dimitri Mitropoulos, et fréquenta le compositeur grec Yannis Constantinidis.
Après deux années d'études de violon à Berlin, il se décide à s'adonner entièrement à la composition. Skalkóttas aura aussi l'occasion de voyager en Europe, à Bruxelles au printemps 1925, en Autriche (Vienne et Salzbourg), et bien sûr à l'intérieur de l'Allemagne. Ses conditions de vie financières sont loin d'être toujours satisfaisantes, et il travaillera par exemple dans des cinémas pour l'accompagnement des films ou bien à des orchestrations pour le label Odeon. Mais il sera soutenu aussi par une famille fortunée, les Salomon. Dès 1925, après des études avec Paul Juon et quelques cours avec Kurt Weill (qui semblent se prolonger jusqu'en 1926), Il produit son premier chef-d'œuvre, la Sonate pour violon solo, avant d'étudier pendant deux ans auprès de Philipp Jarnach (lui-même disciple de Busoni). Jarnach dira plus tard de Skalkóttas qu'il était de caractère très fermé, mais il est visiblement impressionné par son élève. C'est seulement en 1927 que Skalkóttas amorce un tournant avec des études auprès de Schoenberg jusqu'en août 1930, avec cette fois le soutien d'une bourse de la Fondation Benakis. Schoenberg, lors d'une conversation avec la pianiste Marika Papaïoannou (élève d'Artur Schnabel), dira grand bien de son nouvel élève. Il mentionne lui-même en 1948, peu avant sa mort (ignorant complètement si Nikos Skalkóttas vivait ou s'il avait composé quoi que ce soit après 1933), que « parmi les centaines de mes élèves, très peu sont devenus des vrais compositeurs : Anton Webern, Alban Berg, Hanns Eisler, Karl Rankl, Winfried Zillig, Roberto Gerhard, Nikos Skalkóttas, Norbert von Hannenheim, Gerald Strang, Adolph Weiss. C'est du moins les seuls dont j'ai entendu parler. » C'est durant ces années que quelques-unes de ses œuvres orchestrales seront jouées à Berlin ainsi que lors de ses passages à Athènes. Ce seront en fait pour lui les seules occasions d'entendre ou de diriger ses partitions orchestrales atonales ou sérielles. À partir de l'été 1931, sa situation semble se dégrader, avec la perte de la Bourse Benakis, sa séparation d'avec Mathilde, et surtout une mystérieuse rupture avec Schoenberg, dont le principal effet semble être l'arrêt presque total de ses activités de compositeur jusqu'en 1934-35. En mai 1933, il retourne en Grèce, un retour dans la patrie qu'il n'imagine certainement pas définitif à ce moment-là, mais ses tentatives ultérieures pour voyager se soldent visiblement par un échec.

### Les années grecques (1933–1949)
Son retour à Athènes s'opère sous le signe des retrouvailles avec la musique populaire : après plusieurs années de crise comme compositeur, certains travaux de transcriptions qui lui sont officiellement confiés par Melpo Merlier l'encouragent certainement dans la rédaction des fameuses 36 Danses Grecques, qui lui apporte un premier succès incontesté dans son pays (mais qui ne seront jouées dans la totalité qu'en 1988 à Rio de Janeiro sous la direction de Byron Fidetzis). En fait, seules de rares œuvres modales ou tonales seront jouées en Grèce jusqu'à la fin de sa vie, notamment deux ballets (La Belle et la Camarde dès 1940), des extraits de la Symphonie Classique en la majeur pour instruments à vent et une partition pour la radio et la scène. Aucune des autres œuvres ne sera jouée, toutes les tentatives avortant. C'est le cas du Concertino pour hautbois qui faillit bien être présenté puisque Skalkóttas rédigea une note pour le public. Ce texte est d'ailleurs instructif, puisque Skalkóttas y appelle le public au rire et à l'humour. Selon de nombreux témoignages il y a souvent deux images de Skalkóttas qui coexistent, celle d'un bel homme, volontiers facétieux et dynamique, et celle de l'homme isolé, (aussi bien par le rejet des autres que par son propre choix), secret et triste. Il semble que Skalkóttas soit victime en rentrant dans son pays d'un certain nombre de cabales et il doit pour survivre se retrancher dans un emploi de violoniste de rang dans les trois orchestres d'Athènes jusqu'à la fin de sa vie. Déçu, il s'isole complètement et refuse de parler sérieusement de musique à quiconque à quelques exceptions près, quand il est rassuré que son interlocuteur le comprend (selon J. G. Papaïoannou). Entre 1935 et 1944, il va produire l'essentiel de son œuvre, très abondante (l'année 1939-1940 étant la plus incroyablement faste, et culminant avec les 32 Pièces pour piano), abordant des genres très diversifiés. C'est en mai 1944 qu'a lieu l'épisode de son arrestation par les nazis pour avoir enfreint le couvre-feu : Skalkóttas a la chance de ne pas être abattu d'office comme c'était souvent le cas à ce moment, et il sera « juste » interné dans le camp de Khaïdari pendant plusieurs mois. C'est aussi pendant la guerre en 1943 que Skalkóttas rencontra la pianiste Maria Pangali. Ils se marièrent après la guerre, en 1946. Un premier fils, Alécos, naît en 1947. Durant les 3 dernières années de sa vie il réalise nombre d'orchestrations de partitions laissées en suspens. Il compose aussi dans ces années une quantité plus importante qu'avant-guerre d'œuvres tonales, dont certaines seront jouées devant lui.
Dans la nuit du 18 au 19 septembre 1949, Skalkóttas meurt d'une hernie strangulaire, deux jours avant la naissance de son second fils. À sa mort brutale, ce 19 septembre 1949, Skalkóttas est pratiquement inconnu, ni publié, ni enregistré, ni joué. Ses succès passagers de Berlin sont pratiquement oubliés. Il aura fallu plus de cinquante années pour que ses œuvres soient toutes jouées au moins une fois, et l’opiniâtreté d'un éditeur suédois indépendant pour enregistrer la quasi intégrale de ses œuvres. La musique de Skalkóttas reflète complètement ses racines culturelles dans tous ses aspects. Le musicologue suisse Luca Sabbatini écrivait très judicieusement en 1999 que « sa musique combine expressionnisme haletant et climats archaïques. La violence des rythmes, le tranchant des couleurs orchestrales sont tempérés par un lyrisme halluciné qui provoque l'envoûtement. »
(D'après un texte de Christophe Sirodeau, 1999 ; avec l'autorisation de l'auteur et de l'Association Internationale Feinberg-Skalkóttas), 2008.

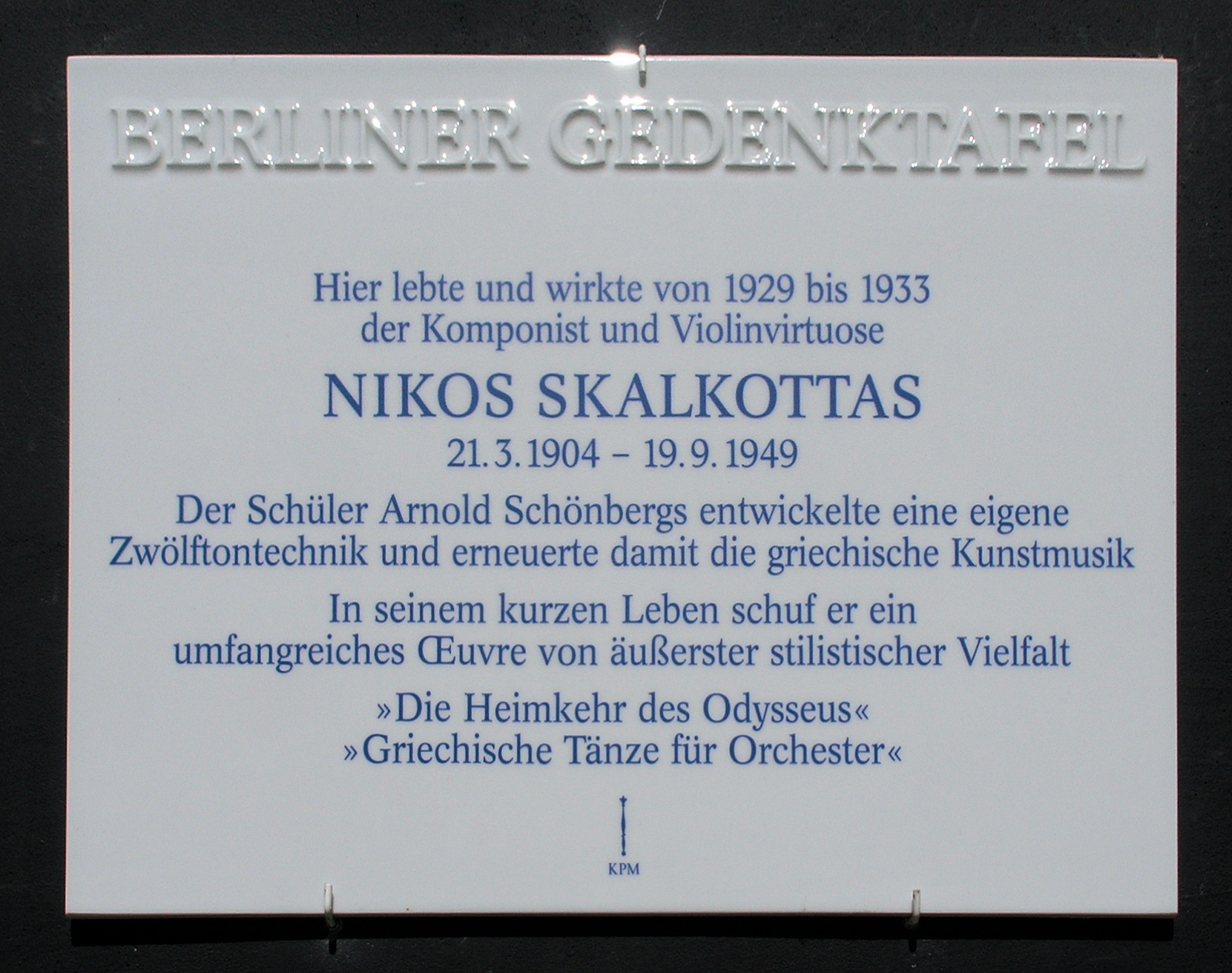
La plaque mémoriale de porcelaine au Nürnberger Straße 19, à Berlin-Charlottenburg où a vécu Skalkóttas de 1929 à 1933. Sont citées deux œuvres : le Retour d'Ulysse et les Danses grecques.

## Renommée posthume
En 1961 Yiannis Papaioannou (en) fonde la Société des amis de Skalkóttas qui au cours des années 1960 développera l'exposition des œuvres lors de concerts de musique contemporaine. Dès 1965 débute sous son hospice la publication de 35 pièces chez Universal Edition. En 1969 le catalogue des œuvres paraît et un festival commémoratif pour le vingtième anniversaire du décès du musicien permet d'y entendre dix-neuf œuvres.
D'autres festivals, comme celui de la « Biennale de Venise » ou de Hambourg, sont l'occasion de saluer internationalement la « découverte » de Skalkotta et de considérer ce compositeur comme un événement musical d'une grande importance, le plaçant parmi les « plus grandes figures musicales de notre temps ». S'ensuivront nombre de commentaires, d'études approfondies, d'articles et de livres.
En 1988, un documentaire de 60 minutes sur sa vie et l'œuvre a été filmé grâce au soutien du ministère de la Culture grec et des autorités locales de l'île d'Eubée, où est né Skalkóttas.
Bien que le centenaire de la naissance du compositeur (21 mars 2004) n'ait laissé aucun souvenir marquant, au cours des dernières années (de 1998 à 2008), le label suédois BIS a enregistré et créé nombre d'œuvres au disque étalées sur 17 volumes.
Le musicologue Hans Keller soutient que les principaux compositeurs du XXe siècle sont Schoenberg, Stravinsky, Chostakovitch et Skalkóttas.
Le chef d'orchestre Walter Goehr nous alerte aussi sur la grandeur du musicien : « Je ne sais pas si, dans l'histoire de la littérature, du théâtre, ou d'autres arts, un cas semblable est mentionné, mais je sais que jamais dans le passé rien de comparable n'a eu lieu en musique... »

## Style musical
Les premières pièces de Skalkóttas, écrites à Berlin, sont perdues. Les premières œuvres dont nous disposons aujourd'hui, datent seulement des années 1922 ou 1924. Ce sont des compositions pour piano, ainsi que l'orchestration de Fête crétoise réalisée pour son condisciple à Berlin, Dimitri Mitropoulos. Parmi les œuvres écrites à Berlin qui nous soient restées, on doit citer la Sonate pour violon seul, plusieurs œuvres pour piano, de la musique de chambre et des œuvres symphoniques.
Skalkóttas ne composa pas sur la période 1931–1934, mais repris son travail à son retour à Athènes et ce, jusqu'à sa mort. Sa production comprend des œuvres symphoniques (36 Danses grecques, l'ouverture symphonique Le retour d'Ulysse, le drame féerique Sortilèges de mai, la Deuxième Suite Symphonique, le ballet La Jeune Fille et la Mort, des œuvres pour orchestre à vent et plusieurs concertos), de la musique de chambre, des œuvres vocales et instrumentales y compris le grand cycle de 32 Pièces pour piano.
Skalkóttas a très tôt façonné son écriture musicale, de sorte que l'influence de ses professeurs a été rapidement assimilée dans un style de composition absolument personnel et reconnaissable.
Tout au long de sa carrière Skalkóttas, est resté fidèle aux idéaux néo-classiques de la Nouvelle objectivité (« Neue Sachlichkeit ») et de la « musique absolue », proclamée en Europe dès 1925. À Berlin déjà, il avait un grand intérêt pour le jazz et parallèlement a développé une forme très personnelle de la méthode de douze sons, en utilisant, non pas une série, mais plusieurs. Le tout définissant dans l'ouvrage, l'organisation des différentes thématiques et progressions harmoniques. Par exemple, le Largo Sinfonico n'emploie pas moins de 16 séries.
Environ 70 œuvres proviennent de la période berlinoise et 100 d'Athènes. Les projets de types atonaux représentent plus de 85 % de sa production. Environ 12 % sont constitués de projets plus simples, tels les fameuses 36 danses grecs pour orchestre ou le ballet folklorique La Mer. Ces deux esthétiques – tonale et atonale – sont menées ensemble au cours de la vie créative. Il s'agit d'un caractère fondamental de l'œuvre de Níkos Skalkóttas. « Cette particularité, combinée à un usage personnel des formes classiques caractérise son génie unique » dit même Yannis Samprovalakis

### Rôle de la musique folklorique
Comme Schoenberg, Skalkóttas a constamment cultivé les formes classiques, telles la sonate, la variation ou la suite. Mais sa production est divisée entre musique atonale et sérielle et les  œuvres tonales. Cette apparente hétérogénéité aurait été accrue par son amour de la musique folklorique grecque. L'exemple le plus frappant de son engagement pour la musique populaire est la série des 36 Danses grecques, composées pour l'orchestre, entre 1931 et 1936, puis arrangées pour diverses formations dans les années qui suivirent ; et encore partiellement réorchestrées de fond en comble, en 1948 et 1949. Les deux tiers environ de ces danses sont basées sur des thèmes folkloriques grecs véritables, issus de différentes régions grecques, continentales ou insulaires ; cependant que le dernier tiers est une création originale de Skalkóttas, dans le style folklorique.
Le compositeur est resté sceptique sur les tentatives de ses contemporains à intégrer la musique folklorique grecque dans des formes symphoniques modernes. Dans sa propre musique dodécaphonique il n'a utilisé que quelques fois cette juxtaposition des styles, notamment dans sa musique de scène pour la pièce de Christos Evelpides, le conte féerique Sortilèges de mai (1943). Ainsi, il peut être considéré comme un des liens entre la Seconde École de Vienne, les écoles de Busoni et Stravinsky.
À partir de 1945, Skalkóttas semble avoir réévalué, dans une certaine mesure, son esthétique et écrit plusieurs ouvrages dans un langage tonal plus conventionnel et beaucoup de partitions portent des armatures. Néanmoins, pour cette période ultime, les dissonances qui pimentent les textures sonores et l'harmonie, ne sont pas sensiblement diminuées (par exemple dans les Quatre Images de 1948).

### Les trois périodes de composition
Selon Yiannis Papaioannou (en), l'œuvre de Skalkóttas se divise en trois périodes :
- 1927–1938 - C'est l'époque où Skalkóttas est en Allemagne (jusqu'en 1933). Y domine un strict dodécaphonisme, sauf exception notable, celle des 36 Danses Grecques commencées à cette époque. On citera : l'Octuor (1931), le Trio avec piano (1936) et la première Suite Symphonique (1929).
- 1938–1945 - Skalkóttas compose des pièces longues ou des collections de pages de courtes durées. Les œuvres de cette époque sont plus épiques et d'une humeur ironique. On citera des œuvres significative de la seconde période : Concerto pour piano et dix instruments à vent (1939), Le retour d'Ulysse (1942) et les 32 Pièces pour piano (1940).
- 1946–1949 - La dernière période se distingue par des ambiances dramatiques et sombres. À cette époque coexistent sériel, tonal et harmonique. Les œuvres significatives de la troisième période sont, La Mer, ballet folklorique (1948–1949), la Danse grecque en ut mineur (1949) et le  Concertino pour piano (1948–1949).

Outre son travail de compositeur, Skalkóttas a accumulé un important travail théorique, réparti en articles, analyses musicales. Mais aussi des textes de présentation de ses œuvres : « Avant-propos » pour les notes de la première Suite symphonique pour grand orchestre..., ainsi qu'un traité d'orchestration resté inédit.

## Catalogue des œuvres
Les archives Nikos Skalkóttas, basées à Athènes, possèdent 110 manuscrits du compositeur sur les 170 œuvres composés que recense le catalogue. Ce qui représente tout de même 6 500 pages de musique et les huit-dixièmes de la totalité.
Le catalogue des œuvres de Skalkóttas (A/K) ne liste pas moins de 170 numéros. Nombre de pièces sont restées à l'état de manuscrits en raison du mépris de l'entourage musical de son temps, de la difficulté technique extraordinaire des pièces, ou de la violente hostilité de la critique envers les œuvres atonales modernes. Skalkóttas touche cependant à toutes les formes, excepté l'opéra et n'écrit que peu pour la voix, avec notamment un recueil de 16 mélodies.

### L'histoire des manuscrits
Par deux fois, l'œuvre du musicien a été perdue. D'abord celles d'avant 1933. Selon Thornley (2001), les manuscrits abandonnés lors du départ précipité d'Allemagne de Skalkóttas en 1933, ont été vendus par sa logeuse allemande, peu de temps après. Ainsi ont disparu, notamment trois quatuors et un trio à cordes…
Ensuite, après sa mort de nombreux manuscrits ont été perdus ou détruits, même si une douzaine datant de la période 1924-1931, ont été trouvés dans une librairie d'occasion en 1954. 
| Piano | Chambre | Concertos | Orchestre | Ballets | Scène | Vocales |
| ----- | ------- | --------- | --------- | ------- | ----- | ------- |

### Piano
- Suite grecque pour piano seul (AK 79a, 1924)

1. I. Allegretto
2. II. Andantino
3. III. Presto

- Suite pour piano seul (AK 79b, 1924 - Ms. partiellement perdu)

1. Molto moderato[n 8]
2. Shimmy tempo

- Sonatine (AK 75a, 1925)
- Sonatine (AK 75b, mars 1927 - Archives N. Skalkóttas, Manuscrit)

1. I. Allegretto vivace
2. II. Siciliano
3. III. [Finale. Rondo]

- 15 petites variations (AK 75c, 24–26 juillet 1927 - éd. Universal) Dédiée à Spiros Farantatos, directeur du conservatoire d'Athènes. La partition indique une durée de 5 min 24 s.
- Pièce pour piano (AK 75d, 1927 - Seul le début a été conservé)
- Suite n° 1 (AK 71, 1936 - éd. Margun Music)

1. I. Préludio. Andante
2. II. Sérénade. Allegretto graziozo
3. III. Menuetto. Moderato assai
4. IV. Finale. Presto-Prestissimo

- 10 canons pour piano solo (AK 79, 1936-37)

1. 4 canons à deux voix
2. 5 canons à trois voix
3. Un canon à quatre voix

- 32 pièces pour piano [32 Κομμάτια για Πιάνο] (AK 70, 1940 - éd. Universal et Margun Music) Création, 1979 à Athènes par Geoffrey Douglas Madge.

1. I. Andante religioso
2. II. Kinder-Tanz
3. III. Kurze Variationen auf ein Bergsthema südlichen Characters und prägnauter Dissonanz
4. IV. Katastrophe auf dem Urwald [Filmmusik]
5. V. Griechischer Volkstanz
6. VI. Reveria im alten Stil
7. VII. Reveria im neuen Stil
8. VIII. Vierstimmiger kleiner Kanon
9. IX. Marcia funebra
10. X. Sonatina
11. XI. Partita
12. XII. Kleine Serenade
13. XIII. Intermezzo
14. XIV. Tango
15. XV. Passacaglia
16. XVI. Nachtstück
17. XVII. Das Frühständchen der kleinen Magd
18. XVIII. Fox-Trot - Der alte Polizist
19. XIX. Etüde Phantastique
20. XX. Berceuse
21. XXI. Romance - Lied
22. XXII. Gavotte
23. XXIII. Menuetto
24. XXIV. Italienische Serenade
25. XXV. Ragtime (Tanz)
26. XXVI. Slow-Fox
27. XXVII. Galopp
28. XXVIII. Blues
29. XXIX. Rondo brillante
30. XXX. Capriccio
31. XXXI. Walzer
32. XXXII. Kleiner Bauernmarsch

- 4 études pour clavier (AK 74, 1941 - éd. Margun Music)

1. I. Andante
2. II. Presto
3. III. Tempo di valse
4. IV. Allegro vivace

- Suite n° 2 (AK 72, 1940)

1. I. Largo
2. II. Gavotte
3. III. Rapsodie
4. IV. Marsche

- Suite n° 3 (AK 73, 1941)

1. I. Minuetto
2. II. Thema con variazioni
3. III. Marcia Funebre
4. IV. Finale

- Suite n° 4 (AK 74, 1941)

1. I. Toccata
2. II. Andantino
3. III. Polka
4. IV. Sérenade

- Berceuse (AK 89, 1941 - Archives N. Skalkóttas, Manuscrit) Original écrit pour voix (sans paroles) et guitare.
- Echo [Ηχώ] petite étude de danse Μικρό χορευτικό κομμάτι (AK 77, 1946 ? - Archives N. Skalkóttas, Manuscrit[17] - éd. Schirmer)
Une pièce destinée à l'école de danse de Dora Vlastou qui, selon les souvenirs, date l'œuvre plutôt de 1942–43, quand fut créée l'œuvre[18]. Longtemps il a été question d'une version pour harpe (AK 77b) et pour orchestre (AK 77a), mais Samprovalakis est affirmatif : ces spéculations « doivent être rejetées parce que sans fondement. Les notes sur l’emploi de la pédale et sur les rapides passages chromatiques ainsi que l’absence d’évidence du contraire renvoient clairement à une version pour piano. »[19].
- 6 Danses Grecques pour piano (AK 76, 1947)

1. I. Kritikos
2. II. Ipirotikos
3. III. Sifneïkos
4. IV. Kleftikos
5. V. Tessallikos
6. VI. Kalamatianos

- Procession vers Acheron [προς τον Αχέροντα] (AK 79c c.1948 - Archives N. Skalkóttas, Manuscrit)
La date est proposée par Papaioannou, mais il y a débat. Yannis Samprovalakis ajoute : « il est possible que l'intention originale était de faire un diptyque archaïque avec l'Ancienne marche grecque composée[20] » à la même époque. Cette dernière, selon Kostis Demertzis, datée de 1942, est du compositeur grec Menelaos Pallandios...
- Le chant du serrurier pour piano (AK 79d, 1947) Voir AK 97.

#### Deux pianos
- Suite n° 1 pour deux pianos (AK 79e, 1924–25)

1. I. Tango
2. II. Vivace

- Suite n° 2 pour deux pianos (AK 79z, 1924–25)

1. I. Presto
2. II. Fox-trot

- Ouverture, Le Retour d'Ulysse [Η Επιστροφή του Οδυσσέα], Réduction pour deux pianos (AK 5a, 1949)
- La Mer, Version pour deux pianos (AK 14b, 1949)

### Musique de chambre
Solo
- Sonate pour violon seul (AK 69, 1925 - éd. Margun Music) Dédiée à son amie Nelly Askitopoulou.

1. I. Allegro furioso, quasi presto
2. II. Adagietto
3. III. Allegro ritmato
4. IV. Adagio quasi recitativo - Allegro moto moderato - Adagio quasi recitativo[n 9]

- Echo pour harpe (AK 77b) Voyez la version piano.

#### Duos
Duos pour violon et piano
- Suite pour violon et piano (AK 100, 1925 - Ms. Perdu)
- Sonate n° 1 pour violon et piano (AK 49a, 1929 - Ms. Perdu)
- Sonatine n° 1, pour violon et piano [Σονατίνα αρ.1 για βιολί και πιάνο] (AK 46, 1929 - Manuscrit partiellement perdu, seul le I est resté.)

1. I. Andantino
2. II. Allegro
3. III. Andante
4. IV. Allegro vivace

- Sonatine n° 2, pour violon et piano [Σονατίνα αρ.2 για βιολί και πιάνο] (AK 47, Berlin, 14 octobre 1929 - Manuscrit) Dédié au professeur Willy Schweyden.

1. I. Allegro
2. II. Andante
3. III. Allegro vivace

- Sonatine n° 3, pour violon et piano [Σονατίνα αρ.3 για βιολί και πιάνο] (AK 48, 1935 - éd. Margun Music)

1. I. Allegro giusto
2. II. Andante
3. III. Maestoso - Vivace

- Sonatine n° 4, pour violon et piano [Σονατίνα αρ.4 για βιολί και πιάνο] (AK 49, 1935 - éd. Margun Music)

1. I. Moderato
2. II. Adagio
3. III. Allegro moderato

- Petit choral et fugue pour violon et piano (AK 56, 1936–37 ? - éd. Margun Music)

1. I. Chorale. Adagio
2. II. Fugue. Moderato

- Marche des petits soldats pour violon et piano (AK 53, 1937–38 - éd. Margun Music)
- Nocturne [Νυχτερινό] pour violon et piano (AK 55c. 1937 - éd. Margun Music)
- Rondo pour violon et piano (AK 54, 1937–38 - éd. Margun Music)
- Gavotte pour violon et piano (AK 57, Athènes, 28 janvier 1939 - Manuscrit)
- Scherzo & Menuetto Cantato pour violon et piano (AK 58, 1939 - Manuscrit)

1. Scherzo. Allegro molto vivace
2. Menuetto Cantato. Molto moderato - Trio

- Sonate pour violon et piano (AK 50, 1940–43 - éd. Margun Music)

1. I. Molto allegro marcato
2. II. Andantino
3. III. Rondo

- Petite Suite n° 1 [Μικρή Σουίτα αρ.1] pour violon et piano (AK 51, 1946 - Archives N. Skalkóttas, Manuscrit)

1. I. Tanz - Preludio
2. II. Griechisches Volkslied [Chanson populaire de Thessalie (Laïko tragouki)]. Andante moderato
3. III. Wie ein Bauerntanz [Comme une danse paysanne]. Andante vivace

- Petite Suite n° 2 [Μικρή Σουίτα αρ.2] pour violon et piano (AK 52, 1949 - Archives N. Skalkóttas)

1. I. Poco lento
2. II. Andante
3. III. Allegro vivace

- 6 Danses grecques, arrangement pour violon et piano (AK 59, 1940–47)

1. I. Arkadikos
2. II. Mazochtos
3. III. Nissiotikos
4. IV. Ipirotikos
5. V. Kleftikos
6. VI. Kritikos

- Trois chansons folkloriques grecques, arrangement pour violon et piano (AK 60, 1945–47)

1. I. Potamos [La rivière] (Andante)
2. II. O Elympos ki o Kissavos [Olympus et Kissavos] (Lento a piacere)
3. III. Ande kimisou kori mou [Dors, ma fille] (Andante)

#### Duos pour violoncelle et piano
- 3 chants traditionnels grecs, arrangements pour violoncelle et piano (c. 1942–48)
- Largo pour violoncelle et piano (AK 66, 1941–42 - éd. Universal)
- Boléro [Μπολέρο] pour violoncelle et piano (AK 63, 1945 - éd. Universal)
- Délicate mélodie pour violoncelle et piano (AK 65, 1949 - éd. Universal)
- Sonatine pour violoncelle et piano (AK 62, 1949 - éd. Universal 1955) (OCLC 858086274)

1. I. Allegro moderato
2. II. Andante
3. III. Allegro molto vivace

- Sérénade [Μικρή Σερενάτα] pour violoncelle et piano (AK 64, 1945 - éd. Schirmer)

#### Autres duos
- Concertino pour hautbois et accompagnement de piano (AK 28, 1939 - éd. Schirmer) Commande de M. Fortunas, collègue hautboïste. Existe en version arrangée pour orchestre de chambre (AK 28a).

1. I. Allegro giocoso
2. II. Pastorale. Andante tranquillo
3. III. Rondo. Allegro vivo

- Duo pour violon et alto (AK 45, 1939–42 - éd. Universal)

1. I. Allegro vivo
2. II. Andante
3. III. Ben ritenuto

- Concertino pour trompette et piano (AK 68, 1940–42 - éd. Schirmer)
  - Allegro giusto (alla breve)
- Sonate Concertante pour basson et piano (AK 67, 1943 - éd. Schirmer)

1. I. Allegro molto vivace
2. II. Andantino
3. III. Presto

- Duo pour violon et violoncelle (AK 44, 1946–47 - éd. Universal)

1. I. Allegro ordinario e un poco agitato
2. II. Andante molto espressivo
3. III. Molto vivace
4. IV. Allegro vivo, « Bauern Tanz-Szenen »

#### Trios
- Trio à cordes (AK 40b, 1926 - Ms. perdu)
- Trio à cordes n° 2 (AK 41, 1935)

1. I. Moderato
2. II. Andante
3. III. Presto

- Trio avec piano (AK 42, 1936 - éd. Schirmer)

1. I. Andante - Allegro giusto - Andante
2. II. Thema con variazioni
3. III. Molto vivace

- 8 variations sur un thème traditionnel grec [Οκτώ Παραλλαγές Πάνω Σ' Ένα Ελληνικό Θέμα] pour trio avec piano (AK 43, 1938 - éd. Universal)

1. Thème populaire grec. Moderato Assai
2. Var. Ι. Allegro
3. Var. ΙI. Allegro Vivo
4. Var. ΙII. Allegretto
5. Var. ΙV. Moderato
6. Var. V. Andante Con Moto
7. Var. VΙ. Adagio
8. Var. VIΙ. Allegro Ben Ritmato
9. Var. VIIΙ. Allegro Vivace

#### Quatuors à cordes
- Quatuor à cordes (AK 31a, 1926 - Ms. perdu)
- Quatuor à cordes n° 1 (AK 32, 1928)

1. I. Allegro giusto
2. II. Andante con variazioni
3. III. Allegro vivace (ben ritmato)

- Quatuor à cordes n° 2 (AK 33, 1929 - Ms. perdu)
Minos Doumias en 1949, juste après la mort du compositeur se rappelait d'une exécution de celui-ci : « Le « second quatuor à cordes » de Skalkóttas, joué à un concert de gala de l'Académie avec des œuvres de jeunes compositeurs, fut le clou de la soirée, le dernier numéro du programme. La profonde impression que cette musique nous a faite à tous est encore vivante dans ma mémoire. La maturité de la pensée, la cohésion des idées, le rythme inégalé, chaque aspect nous convainquit que cela était, indéniablement, une création authentique[21]. »
- Musique facile pour quatuor à cordes (AK 32a, 1929 - Ms. perdu)
- Quatuor à cordes n° 3 (AK 34, 1935)

1. I. Allegro moderato
2. II. Andante
3. III. Allegro vivace (Rondo)

- Gero Dimos - Le vieux Dimos, pour quatuor à cordes (AK 37a, 1939)

1. I. Andante
2. II. Allegro
3. III. Tempo I
4. IV. Allegretto brioso
5. V. Allegro

- 10 Esquisses pour quatuor à cordes [Δέκα Σκίτσα Για Έγχορδα] (ou orchestre à cordes) (AK 38, 1938-47)

1. I. Sinfonia
2. II. Concerto
3. III. Passacaglia
4. IV. Suita
5. V. Concertino
6. VI. Serenata
7. VII. Ragtime
8. VIII. Notturno
9. IX. Capriccio
10. X. Rondo

- Quatuor à cordes n° 4 (AK 35, 1940)
La durée de cette œuvre est conséquente : près de 38 minutes, les six Variazioni occupants plus d'un quart d'heure. Le style est sériel, dense, sérieux et sombre. Skalkóttas composa ces pages, dignes du grand répertoire, en quatre semaines.

1. I. Allegro molto vivace
2. II. Thema con Variazioni
3. III. Scherzo. Presto - Ein wenig langsamer
4. IV. Allegro giusto (e ben ritmato)

- 9 Danses Grecques pour quatuor à cordes (AK 37, 1938/1940–47)
Transcription à partir de la version pour orchestre. Walter Goehr (1903-1960), chef d'orchestre et compositeur, en réalisa une version avec contrebasse ad libitum qui fut publiée, pour être jouée par un orchestre à cordes complet.

1. I. Ipirotikos
2. II. Kretikos
3. III. Tsamikos
4. IV. Thessalikos
5. V. Mariori mou, Mariori mou
6. VI. Arkadikos
7. VII. Kleftikos
8. VIII. Nissiotikos
9. IX. Tsamikos II
10. X. Mazochtos

#### Autres formations
- Octuor [Οκτέτο] pour flûte, hautbois, clarinette, basson et quatuor à cordes (AK 30, 1931)

1. I. Allegro moderato
2. II. Andante cantabile
3. III. Presto

- Scherzo pour violon, alto, violoncelle & piano (AK 39, 1936 ou 1939–40 ? - Archives N. Skalkóttas, Manuscrit) Allegro vivace - Moderato - Tempo I
La date de 1936 est proposée par Yannis Papaioannou, mais Kostis Demertzis (2001), argumente comme plus plausible la période 1939–40 : « Le style laisse également supposer cette période par la tendance à suivre une technique dodécaphonique, sans que l'on puisse trouver de vraies séries[22]. »
- Quatuor pour hautbois, trompette, basson et piano (1940–43)

1. I. Moderato assai
2. II. Rondo. Vivace

- Quatuor pour hautbois, trompette, basson et piano (1940–43 - éd. Schirmer)

1. I. Tango. Tempo di tango
2. II. Fox-trot. Allegro ritmato

### Concertos
- Concerto Grosso pour orchestre à vent (AK 6, 1929 - Ms. perdu)

1. I. Allegro con brio
2. II. Andante cantabile
3. III. Allegro ben ritmato e molto vivace

- Petite suite pour violon et orchestre de chambre (AK 23, 1929 - Ms. perdu)
- Concerto pour violon, piano et orchestre de chambre (AK 21, 1929–30 - Ms. Perdu)
- Concerto pour piano n° 1 et orchestre (AK 16, Berlin 1931 - éd. Margun Music)
Ce concerto est le premier du genre utilisant la technique dodécaphonique[23]. Après retransmission de la BBC, en 1954, le musicologue Hans Keller écrira : « À mon avis il est le premier véritable et grand compositeur dodécaphonique depuis Schoenberg : Berg n'était pas vraiment un compositeur dodécaphonique et Webern était un maître de l'irréalité musicale... Tour à tour passionnément dramatique et lyrique, héroïque et tendrement docile, le concerto est une œuvre immédiatement fascinante. Il se trouve une pensée nouvelle et mordante, un nouveau développement, une perspective texturale insoupçonnée dans les recoins[24]. »

1. I. Allegro moderato
2. II. Andante cantabile
3. III. Allegro vivace - Presto

- Concertino pour deux pianos et orchestre (AK 20, 1935)

1. I. Allegro
2. II. Andante
3. III. Allegro giusto

- Concerto pour piano n° 2 et orchestre (AK 17, 1937–38 - éd. Margun Music)

1. I. Allegro molto vivace
2. II. Andantino
3. III. Allegro moderato

- Concerto pour violon et orchestre (AK 22, 1938 - éd. Universal[25])

Hans Keller commenta élogieusement l'écriture pour le violon qui « s'assied bien mieux sur l'instrument, tout compte fait, que dans le cas de Brahms ou de Tchaïkovsky ». De son côté Yair Kless s'étonne : « Comment est-il possible que ce concerto ne soit pas considéré comme un des « grands classiques » du violon ? ». Kless avait interprété le concerto pour violon en 1979.
1. I. Molto appassionato
2. II. Andante con spirito
3. III. Allegro vivo viacissimo - Prestissimo

- Concerto pour violoncelle (1938 - perdue)
- Concerto pour piano n° 3 et 10 instruments à vent (AK 18, 1939)
Création Londres 1969. En raison de la difficulté extraordinaire de la partie piano, trois pianistes se partagèrent chacun un mouvement ! Geoffrey Douglas Madge en 1985, le joua en entier pour la première fois. Skalkóttas y utilise, en contrepoint, jusqu'à 14 voix !

1. I. Moderato
2. II. Andante sostenuto
3. III. Allegro giocoso

- Concertino pour hautbois (AK 28, 1939)

1. I. Allegro giocoso
2. II. Pastorale
3. III. Rondo

- Concerto pour violon, alto et orchestre à vent (AK 25, 1940–42)

1. I. Allegro
2. II. Andantino
3. III. Allegro vivo

- Concerto pour contrebasse et orchestre (AK 27, 1940 orchestration achevée en 1942[27] - Margun Music)

1. I. Andante - Allegro
2. II. Andantino
3. III. Allegro vivo e molto ritmato

- Concerto pour deux violons et orchestre (AK 24, 1944–45 - non orchestrée. Archives N. Skalkóttas, Manuscrit)

1. I. Allegro giocoso
2. II. Variations sur un thème grec Rembetiko
3. III. Finale & Rondo

- Concertino pour piano et orchestre (AK 19, 1948–49)

1. I. Allegro giocoso
2. II. Andantino
3. III. Molto vivace quasi presto

- Nocturne-Divertimento pour xylophone et orchestre (AK 29, 1949)

### Œuvres pour orchestre
- Suite symphonique n° 1 (AK 3a, 1935)

1. I. Ouverture
2. II. Thema con variazioni
3. III. Marsch
4. IV. Romance
5. V. Siciliano-Barcarolle
6. VI. Rondo-Finale

- 36 danses grecques pour orchestre [36 Ελληνικοί Χοροί για ορχήστρα] (AK 11, 1931–36[n 10] - pub. 1948 des quatre premières de la série I, avec Doe par les Éditions de l'Institut Français d'Athènes[n 11] - éd. Universal[n 12] / éd. Margun Music/Schirmer[n 13])
De nouvelles orchestration de beaucoup de danses ont été effectuées en 1949[n 14], et des numéros sont arrangés pour d'autres ensembles – voir orchestre à cordes, ensemble de vents et en duo, violon et piano.
- Série I
  1. Tsamikos[n 15] [Τσάμικος] Un aigle (Moderato)
  2. La crétoise / Critikos [Κρητικός] (Allegro moderato)
  3. L'Epirote / Ipirotikos [Ηπειρώτικος][n 16] (Moderato)
  4. Peloponnissiakos [Πελοποννησιακός][n 17], la mineur
  5. Critikos [Κρητικός] Je n'apprécie aucune autre danse
  6. Kleftikos
  7. Sifneikos
  8. Kalamatianos
  9. Danse de Zálongo [Ο Χορός του Ζαλόγγου]
  10. Macedonikos
  11. Oh amis, qui a lancé cette pomme ?
  12. Thessalikos (Allegro vivace)

  - Série II

  1. Syrtos
  2. Sifneikos - À Saint Marcella
  3. Critikos - Tôt, à l'aube, je me lèverai
  4. Nissiotikos - Une femme de Mylopotamos
  5. Vlachikos
  6. Black Sash
  7. Kathistos
  8. Chitikos [Χιώτικος]
  9. Tsamikos [Τσάμικος]
  10. Epitrapezios (Critikos)
  11. Maecedonikos
  12. Peloponnissiakos - Le brave Lyngos [Πελοποννησιακός ("Λύγκος Ο Λεβέντης")]

  - Série III

  1. Hostianos [Χοστιανός], ré mineur
  2. Ipirotikos [Ηπειρώτικος]
  3. La Klephte / Kleftikos [Κλέφτικος]
  4. Mariori
  5. Là-bas, dans les villages de Valtos [Τσάμικος]
  6. Macedonikos
  7. Chitikos - Là-bas, au bord de la mer
  8. Kleftikos [Κλέφτικος] (Allegro vivo)
  9. Baiser sous un arbre d'orange amère
  10. L'Arcadienne / Arcadikos [Αρκαδικός] (Moderato)
  11. Messolongitikos [Μεσολογγίτικος], la mineur
  12. Mazochtos - Je deviendrai une hirondelle, la mineur
- 12 Danses Grecques, arrangements pour orchestre à vents (AK 11b, 1935, 1941–42)

1. Peloponnisiakos I
2. Chiotikos I
3. Peloponnisiakos II
4. Danse de Zalogou
5. Hostianos
6. Tsamikos III
7. Ipirotikos I
8. Ipirotikos II
9. Kleftikos II
10. Kleftikos III
11. Messolonghitikos

- Ouverture pour orchestre[28] Le retour d'Ulysses [Η Επιστροφή του Οδυσσέα] (AK 5, c. 1942)
Parfois nommée symphonie en un mouvement, mais ce titre n'est pas authentique. Création 1969 par Antal Doráti et l'Orchestre Symphonique de Londres. Skalkóttas fait preuve d'une virtuosité d'écriture incroyable imbriquant jusqu'à « 17 voix dans les stretti de la triple fugue[16] ».
- Suite symphonique n° 2 (AK 4, 1944–46 ; orch. 1949 - orchestration inachevée)
L'œuvre déployée sur six mouvements, dure environ une heure vingt minutes. À lui seul le Largo Sinfonico est une pièce de plus de vingt-cinq minutes de musique. Yannis Papaioannou la qualifie carrément comme « son œuvre la plus spectaculaire »[29] ! L'orchestration des quatre premiers mouvements a été commencée en 1945 et 1946 ; le cinquième en septembre 1949. C'est 66 mesures avant la fin que s'interrompt le manuscrit de l'orchestration du Tema con Variazioni : Skalkóttas mourut soudainement avant d'avoir pu achever son travail. Le style est dodécaphonique, mais esthétiquement sonne parfois comme du Britten ou un passage d'une symphonie de Weill. K. Demertzis en a achevé l'orchestration.

1. I. Ouverture concertante (Allegro)
2. II. Toccata (Moderato)
3. III. Promenaden-Marsch con trio (Moderato molto ritmato)
4. IV. Largo Sinfonico
5. V. Tema con Variazioni - Thème. Andantino - Var. 1. Allegro - var. 2. Moderato - var. 3. Allegro ritmato
6. VI. Finale. Perpetuum mobile, presto

- Symphonie classique pour orchestre à vent, contrebasse, harpe et percussions en la majeur (AK 9, 1947)

1. I. Allegro antiquo
2. II. Andante molto espressivo
3. III. Scherzo (con trio)
4. IV. Finale

- Antique marche grecque (AK 11d, 11e, 1947 - non orchestrée)
- Quatre images (AK 13, 1948 - éd. Skalkóttas Academy)
Il s'agit de l'orchestration des quatre premiers mouvements du ballet La terre et la mer de Grèce. Création 2 mai 1949, par Theodor Vavajanni au Théâtre Olympia. Le compositeur a présenté ainsi l'œuvre : « Les quatre images sont comme des danses écrites dans un caractère folklorique et pastoral sous la forme d’une suite. Les deux premières se déroulent à la campagne avec les paysans qui fauchent et sèment et la musique, utilisant un rythme simple de danse et décrivent le dur labeur de la moisson et la profonde gratification de ces personnes brûlées par le soleil au milieu des beautés de la Nature. »[30]

1. I. La récolte
2. II. Les semailles
3. III. Les vendanges
4. IV. Le pressage des raisins

- Sinfonietta en si-bémol mineur (AK 10, 1948–9)

1. I. Andante sostenuto
2. II. Andante tristesso (Scherzino)
3. III. Molto Vivace
4. IV. Vivacissimo (Finale)

- Danse grecque en ut mineur [Ελληνικός Χορός σε Ντο Ελάσσονα] (AK 11c, 1949 - Manuscrit)
L'orchestration permet de dater cette danse isolée, sans lien avec les 36 danses grecques de 1949. Le langage est plus conventionnel que dans le groupe bien connu.

Orchestre à cordes
- 3 Danses grecques (1936 - Archives N. Skalkóttas)

1. I. Nissiotikos[n 18]
2. II. Tsamikos[n 19]
3. III. Mazochtos[n 20]

- 7 Danses grecques (1936)
- 10 Esquisses (c. 1940)
- Petite suite pour cordes (AK 7, 1942 - éd. Universal)
Cette pièce de Skalkóttas est l'exemple type de l'écriture ironique, rapide et laconique de ces années de guerre. La composition est atonale, mais dans un langage  non sériel et très libre, évoquant immanquablement Berg.

1. I. Allegro
2. II. Andante
3. III. Allegro vivo

- 5 Danses Grecques, arrangements pour orchestre à cordes (AK 11b, 1946)

1. Epirotikos
2. Kritikos
3. Tsamikos
4. Arkadikos
5. Kleftikos

Orchestration
- Dimitri Mitropoulos, Fête crétoise [Κρητική Γιορτή] pour piano (1919)
Arrangement de Skalkóttas pour orchestre en 1923 ou 24 (Manuscrit). Il s'agit donc de la plus ancienne des partitions du musicien. Mitropoulos en dirigea la création à Athènes avec l'Orchestre de l'Odéon, en 1926.

### Musique de scène
- Avec les sortilèges de mai, drame féerique [Με του Μαγιού τα μάγια] pour soprano [*], récitant et orchestre (AK 1a, 1943–44, orchestration 1949 - éd. Universal)
Musique pour la pièce de Christos Evelpidis, Mayday Spell, A Fairy Drama in five pictures parue en 1942. Skalkóttas compose l'œuvre en imaginant sa musique proposée lors d'une éventuelle mise en scène ou une production radio.

1. Ouverture. Maestoso - Allegro (Molto vivace)
2. Conte de fées. Andante molto espressivo (e poco mosso) - Moderato maestoso - Andantino tristesso - Allegro non troppo - Andante espressivo
3. Ballet - Danse des fées. Molto vivace - Moderato. Syrtos. Danses des villageoises - Tempo I
4. Scène d'amour. Andante (Langsam)
5. Chanson d'Argyro. Moderato allegretto [*]
6. Petit chant dansé. Poco allegro
7. Chanson folklorique. Lento [*][n 21]
8. Petite danse folklorique. Poco allegro - molto ritmato
9. Prélude. Moderato mosso
10. La complainte de la mère. Molto andante (sehr langsam) - Lento

- Henry V, musique de scène pour Radio Athènes (1947–48)

### Ballets
Les six ballets de Skalkóttas sont tous écrits dans un idiome tonal et forment une partie importante de son travail. Il collabora avec toutes les compagnies de ballet d'Athènes et notamment avec Koula Pratsika (1899-1984) directrice de l'école qui porte son nom, et figure pionnière essentielle du ballet en Grèce.
- La jeune fille et la mort [Η Λυγερή κι ο Χάρος], Suite de ballet Χορόδραμα πάνω στο δημοτικό τραγούδι (AK 12, 1938 ; révision 1946)
Cette suite de ballet, tirée d'un poème folklorique éponyme, est l'une des  œuvres tonales les plus importantes de Skalkóttas. Il utilise sensiblement le même idiome tonal que celui les 36 danses grecques[31].

1. I. Moderato maestoso - attaca
2. II. Allegro - attaca
3. III. Andantino - Tempo di Valse (Lento) - Allegro moderato (Tsamikos[n 22]) - Lento - attaca
4. IV. Vivo ; Allegro - attacca
5. V. Lentement - attaca
6. VI. Moderato assai; Lento - Allegro moderato - Lento

- Les Gnomes [Ta Pagana] (AK 15a, 1939)
Partition en partie basée sur des pièces pour piano de Bartók (huit extraites de « Pour Enfants ») et Stravinsky (extraite du recueil « Les Cinq Doigts ») choisies par Koula Pratsika, ainsi que trois petites pièces de Skalkóttas lui-même : n° 2, 11 & 12.). Créé le 22 décembre 1939. Dans le programme, seul est cité Bartók comme compositeur et Níkos Skalkóttas y apparaît comme arrangeur. L'argument du ballet reprend les légendes très répandues en Grèce sur les gnomes. Ce  sont des créatures laides et vicieuses vivant aux enfers. Ils surgissent dans le monde les douze jours entre Noël et l'Épiphanie pour s'en prendre aux humains. La cérémonie de l'eau bénite à l'Épiphanie renvoi ces mauvaises créatures à leur sombre demeure. Pratsika a imaginé l'intrigue figurée par un groupe de gnomes vêtus de noirs et un groupe de jeunes filles vêtues de blanc, représentant la lutte éternelle entre le bien et le mal.

1. Introduction[n 23]
2. Espressivo molto
3. The Gnomes in the Underworld[n 24]
4. Carol
5. Hearth
6. Carol
7. The Gnomes (I)
8. The Gnomes (II)
9. The Monster
10. Chase
11. Dismissal
12. Chorale
13. The Song of Joy
14. Finale

- Images d'îles [Νησιώτικες εικόνες], Suite de ballet pour petit orchestre (AK 15, 1943 - vers. piano (non orchestrée) - deux versions[32] - Archives N. Skalkóttas, Manuscrit)
Cette pièce fut composée à l'intention de l'examen de la danseuse Aléka Mazarati-Katséli (1917-1994), une élève de l'école de danse de Koula Pratsika et future actrice. Dans ses notes le compositeur écrit sur le premier mouvement :
« La mer se calme, la nature est de nouveau calme – un chalutier et le chant des pêcheurs le transporte (le héros, un navigateur) vers une autre réalité. » — Níkos Skalkóttas, notes manuscrites sur La mer.

1. I. Le chalutier
2. II. Danses Grecques
3. III. Danse des vagues
4. IV. Un dimanche à l'église
5. V. La construction du bateau de pêche
6. VI. Le bateau de pêche lancé à la mer

- La Beauté et la Rose (conte de fée) (AK 111, 1946). Né de la collaboration avec Koula Pratsika. Basé sur des thèmes de Bartók et Stravinsky.
- La terre et la mer de Grèce [Η γη και η θάλασσα της Ελλάδας], Suite de ballet (AK 13, 1947–48 - non orchestrée sauf les quatre premières : cf. Quatre images)
Commande de Polyxeni Mathéy (1902-1999) pour son école de Ballet. Donné dans sa version piano, à Athènes en 1951, dans une chorégraphie de Yvonne de Chirico. Les quatre premiers mouvements sont repris et orchestrés, pour former Quatre Images ; les deux derniers sont inclus dans La Mer.

1. I. La récolte [Ο θερισµός] Moderato
2. II. Les semailles [Η σπορά] Andante
3. III. Les vendanges [Ο τρύγος] Allegro
4. IV. Le pressoir [Το πατητήρι] Molto vivace
5. V. The Trawler [Τράτα] Moderato – Andante
6. VI. La danse des vagues [Ο χορός των κυµάτων] Vivace

- La Mer, ballet folklorique [Η θάλασσα (λαϊκό μπαλέτο)] (AK 14, 1948, orchestration achevée le 29 juin 1949 - éd. Schirmer) Voir arrangement pour deux pianos.

1. I. Prélude
2. II. L'enfant de la mer
3. III. Danse des vagues
4. IV. Le chalut
5. V. Le petit poisson
6. VI. Les dauphins
7. VII. Nocturne
8. VIII. La préparation de la sirène
9. IX. La danse de la sirène
10. X. L'histoire d'Alexandre le Grand
11. XI. Finale. Hymne à la mer

### Musique vocale
- « Le Soldat Inconnu » pour chœur et orchestre (AK 90, 1929 - Ms. perdu)
- Astrapsé i anatoli [L'orient a brillé comme un éclair] (AK 88, 1929–31)
- « I Lafina » / [The Doe] La biche (AK 86, 1931 ou 1939)
- « I Lafina » / [The Doe] La biche pour soprano et piano (AK 87, Berlin, 1931)
Skalkóttas compose cette pièce sur une mélodie traditionnelle pour une émission de la radio allemande consacrée à la chanson grecque[33].
- Ali Pacha pour voix et piano (AK 87, 1931)
- Mi mé dernis Mana Ne me frappe pas, maman, pour soprano (ou ténor) avec piano (AK 85, 1937–38)
- Kapote [Quelques fois] pour soprano (ou baryton) et piano (AK 81, 1938) Sur un poème de J. Stephanous.
- 16 Mélodies pour mezzo-soprano (ou contralto) et piano (AK 80, 1941 - Archives N. Skalkóttas, Manuscrit)
Sur des textes de Christos Esperas, (pseudonyme de Chrissos Evelpidis), tirés d'un roman de jeunesse, Opos Oli [Comme tout le monde] , où est évoqué le thème de l'homme devant la nature.

1. I. Idanikos - Perfection
2. II. Analambi - Lueur
3. III. Ad apertum Libri
4. IV. Vrady - Nuit
5. V. Apocalysi - Dévoilement
6. VI. Monaxia - Solitude
7. VII. Anixi - Printemps
8. VIII. Sykia - Le figuier
9. IX. Chrysanthèmes
10. X. Pérassa - Passage
11. XI. To tragoudi tou argaliou - La chanson du métier à tisser
12. XII. Ghiorghos - Le fermier
13. XIII. Kalamies - Les roseaux
14. XIV. Sto perivoli mou - Dans mon verger
15. XV. Apopsé - Ce soir
16. XVI. Chinoporo - L'Automne

- Berceuse pour voix (sans paroles) et guitare (AK 89y, 1941 - Archives N. Skalkóttas, Manuscrit)
- To fengari La lune, pour soprano et piano (AK 82, 1941)
- Soupa mana pantrepsé me Je t'ai dit ma mère : marie-moi, mélodie a capella pour soprano et deux mezzo-soprano (AK 95, 1941)
- La Karangouna mélodie a capella pour soprano et deux mezzo-soprano (AK 96, 1941) voir AK 78
- Qui vais-je voir ? mélodie pour voix et piano (AK 84, 1944–49)
- La musique mélodie pour voix et piano (AK 89, 1946), poème de D. Chorafas.
- Amoudia La plage de sable, mélodie pour voix et piano (AK 89a, 1946), poème de D. Chorafas.
- Le chant du serrurier mélodie pour soprano et deux mezzo-soprano et piano (AK 97, 1947)

### Discographie
Le label suédois BIS Records a publié dix-sept albums consacrés à l'œuvre de Nikos Skalkottas, qui constitue l'essentiel de la discographie.
Concertos & orchestre
- Concerto pour piano n° 1, La jeune fille et la mort, Ouverture concertante - Geoffrey Douglas Madge (piano), Iceland SO., dir. Nikos Christodoulou (décembre 1998 - Bis-CD-1014)
- Concerto pour piano n° 2, Tema con Variazioni, Petite suite pour cordes, Quatre Images - Geoffrey Douglas Madge (piano), Orchestre symphonique de la BBC, dir. Nikos Christodoulou (20-22 avril 2004, Bis-SACD-1484)
- Concerto pour piano n° 3, Les Gnomes, - Geoffrey Douglas Madge (piano), Caput Ensemble, dir. Nikos Christodoulou (6/12 novembre 2002 - Bis-CD-1364)
- Concerto pour violon, 7 danses grecques, Largo (1998, Bis-CD-904)
- Concerto pour deux violons[n 25], Œuvres pour instruments à vent et piano - E. Chijiiwa et N. Zimbalist, violons ; N. Salmatanos et Ch. Sirodeau, piano ; M. Trenel, basson ; E. Aubier, trompette ; A. Ogrintchouk, hautbois (février, mai, juillet 2002 - Bis-CD-1244)
- Avec les sortilèges de mai, drame féerique, Concerto pour contrebasse, 3 danses grecques pour cordes - Þóra Einarsdóttir (soprano), V. Pappavasolious (contrebasse), Orchestre symphonique d'Islande, dir. Nikos Christodoulou (juin 1998, Bis-CD-954)
- La Mer, Quatre Images, Danse grecque en ut mineur, Fête crétoise - Orchestre Symphonique d'Islande, dir. Buron Fidetzizs (juin 2003, Bis-CD-1384)
- 36 danses grecques, Le retour d'Ulysse, trois versions alternatives des danses - Orchestre symphonique de la BBC, dir. Nikos Christodoulou (novembre 2001/avril 2002 - Bis-CD-1333/1334)
- Quatre Danses grecques (Hostianos, Kleftikos, Peloponnisiakos, Ipirotikos) New York Philharmonic, dir. Dimitri Mitropoulos (9 janvier 1956, « Mitropoulos Rétrospective » Sony 15CD[n 26])
- Concerto pour piano no 3 AK18 – Daan Vandewalle, piano ; Blattwerk, dir. Johannes Kalitzke (16 février 2018, Paladino) (OCLC 1152173851)
- Symphonie classique AK 9, Sinfonietta AK 10, Marche de l'ancienne Grèce AK 11d, Quatre images AK 13 - Orchestre d'État d'Athènes, dir. Stefanos Tsialis (8-12 juin/22-25 octobre 2018, Naxos 8.574154) (OCLC 1144178551)

Piano et Musique de chambre
- 15 petites variations - Shura Cherkassky, piano (1963, BBCL 40122)
- Quatuor avec piano et vents nos 1 et 2 ; Concertino pour hautbois et piano ; Sonate concertante pour basson et piano ; Concertino pour trompette et piano - Håkan Hardenberger, trompette ; Heinz Holliger, hautbois ; Klaus Thunemann, basson ; Bruno Canino, piano (février 1994, Philips 442 795-2) (OCLC 221995332)
- Musique pour piano - Nikolaos Samaltanos, piano (1998, Bis-CD-1133/34 - 2CD)
- Musique pour piano et violon : Sonate, 4 Sonatines, Gavotte… - Georgios Demertzis (violon), Maria Asteriadou (piano) (novembre 1998, Bis-CD-1024)
- Duos avec violon : Sonate pour violon et piano, Duos pour violon et violoncelle, Duo pour violon et alto, Petites suites n° 1 & 2 - Georgios Demertzis (violon), M. Asteriadou (piano), Chara Sira (alto), M. Kisopoulos (violoncelle) (septembre 2000, Bis-CD-1204)
- Trio avec piano (1936), Œuvres pour violoncelle et piano (2000 - Bis-CD-1244)
- Quatuor à cordes n° 1, Octuor pour cordes et vents, Trio à cordes no 2 - New Hellenic Quartet (avril 2000, Bis-CD-1124)
- Quatuor à cordes n° 3 & 4 - New Hellenic Quartet (septembre 1999, Bis-CD-1074)

Vocal
- 16 mélodies, et pièces pour piano inédites - A. Cathariou & N. Samaltanos (2004, Bis-CD-1464)

LP
- Œuvres pour piano : 15 Petites variations, Suites 3 et 4, Danse Grecque et Passacaille - Christodoulos Georgiades, piano (1980, EMI 14C 153 70988, 14C 163 70981-4) Le livret était rédigé par le spécialiste Yánnis Papaioánnou.
- Musique de chambre Grecque + Varvogli et Kalomiri (1954, Philips N 00247 L)
- Octuor°, 8 variations sur un thème populaire pour trio avec piano, Quatuor à cordes n° 3* - Melos Ensemble°, Dartington String Quartet*, Cecil Aronowitz (alto), William Waterhouse (basson), Gervase de Peyer (clarinette), Marcel Gazelle (piano), Derek Simpson (violoncelle), Robert Masters, Emanuel Hurwitz, Ivor McMahon, Colin Sauer, Peter Carter (violons) (1965, Argo ZRG753K / EMI ASD 2289)
- Petite Suite pour cordes, + Ives, Milhaud, Bartok - Zimbler Sinfonietta, Dir. Lukas Foss (Unicorn UNLP 1037, Turnabout TV34154)
- 10 Esquisses pour cordes - Orchestre de chambre des Pays-Bas, Dir. Szymon Goldberg (1959 - Philips S06208R)

#### Articles
- (en) Eva Mantzourani, « Hans Keller, Nikos Skalkottas and the notion of symphonic genius », Mousikos Logos / Tempo, vol. 67, no 263,‎ 2013, p. 33–59 (ISSN 1108-6963, DOI 10.1017/S0040298212001040, lire en ligne [PDF])
- (en) Katy Romanou, chap. 8 « Níkos Skalkóttas », dans coll., Serbian and Greek Art Music, Bristol-Chicago, Intellect, 2009 (lire en ligne), p. 165–185
- (en) Katy Romanou, Béla Bartók and Nikos Skalkottas, academia.edu, 2006, 12 p. (lire en ligne)
- (en) John Thornley, « Skalkottas, Nikos [Nikolaos] », dans Stanley Sadie et John Tyrrell (éds.), The New Grove Dictionary of Music and Musicians, vol. 29, Londres, Macmillan, 2001, 2e éd., 25 000 p. (ISBN 9780195170672, lire en ligne)
- (en) John Thornley, « I beg you to tear up my letters… Nikos Skalkottas's last years in Berlin (1928-1933) », Byzantine and Modern Greek Studies, no 26,‎ 2002, p. 178–217 (ISSN 0307-0131, OCLC 5135269004, DOI 10.1179/030701302806932268).
- Yannis Papaioannou, Nikos Skalkottas, dans Transit 87. Griechenland und Jugoslawien in Berlin. Ein Almanach. Kuenstlerhaus Bethanien (Ed.), Berlin 1987.
- (en) Yannis Papaioannou, Nikos Skalkottas, dans Dictionary of Twentieth-Century Music, John Vinton (éd.), Londres, 1974, p. 684 sqq.
- (en) Yannis Papaioannou, « Skalkotta's « Ulysses » », The Musical Times, no 110,‎ 1969, p. 615.
- (el) Yannis Papaioannou, Η Εικοσαετηρίδα του Νίκου Σκαλκώτα, dans Αρχείον Ευβοϊκών Μελετών ΙΕ [15] (1969), p. 119-176.
- (en) Yannis Papaioannou, Nikos Skalkottas, dans European Music in the Twentieth Century, Howard Hartog (Ed.), Londres 1957, p. 320-329.
- (el) Yannis Papaioannou, Νίκος Σκαλκώτας (1904-1949), dans Αρχείον Ευβοϊκών Μελετών Γ [3] (1954), p. 75-96.
- (el) Yannis Papaioannou, Νίκος Σκαλκώτας 1904–1949. Μια προσπάθεια διείσδυσης στον μαγικό κόσμο της δημιουργίας σου [Nikos Skalkottas 1904–1949. [Une tentative pour entrer dans le monde magique de sa musique], Athènes, 2009, Παπαγρηγορίου – Νάκας.
Yannis Papaioannou fut le plus ardent défenseur de Skalkottas pendant un demi-siècle. Dans ce livre somme, il rassemble une grande quantité de renseignements sur la vie et l'œuvre du compositeur. L'auteur subit néanmoins des critiques d'autres chercheurs en raison notamment de la validité de ses hypothèses.
- (el) Cháris Vróntos (éd.), Nikos Skalkottas : A Greek European [« Νικος Σκαλκωτας ενας ελληνας ευρωπαιος »], Athènes, Benaki Museum,‎ 2008, 557 p. (ISBN 978-960-476-015-2, OCLC 377793231) :
  - Y. Belonis, The attitude of the Greek daily and periodical press towards Skalkottas during the period 1920–1960, p. 444–478
  - A. Kostios, Parallel paths toward opposite directions... A comparative study, p. 194–224
  - N. Skalkottas, Music Criticism, p. 322–328
  - Y. Zervos, Musical idioms and aesthetic directions in Skalkottas work p. 50–84

Une édition bilingue d'articles collectifs sur la vie, le style et les œuvres de Skalkottas écrits en plus de ceux cités en détail, par Cháris Vróntos, E. Mantzourani, N. Christodoulou, V. Fidetzis, E. Varopoulou, L. Holtmeier, J. Thornley, A. Rikakis, L. Ramou et M. Bichsel.
- (en) Alan Walker, « Nikos Skalkottas and the Secret Science », The Listener, no 65,‎ 6 avril 1961, p. 633.
- (en) John Thornley, The New Grove Dictionary of Music and Musicians (édité par Stanley Sadie) : Skalkottas, Nikos [Nikolaos], Londres, Macmillan, seconde édition, 29 vols. 2001, 25 000 p. (ISBN 978-0-19-517067-2, lire en ligne)

#### Études
Sur les 36 danses grecques (AK 11, 1931–1936)
- (en) Katerina Levidou (conférence tenue en mai 2015 à Athènes), « A museum of ‘Greekness’ : Skalkottas’s 36 Greek Dances as a record of his homeland and his time », dans Music, language and identity in Greece : defining a national art music in the nineteenth and twentieth centuries, Routledge, 2020, xiv-318 (ISBN 113828002X, OCLC 1294370381, lire en ligne), p. 178-195.

Sur l'« Octuor » (AK 30, 1931)
- (en) Eva Mantzourani, « Nikos Skalkottas: Sets and styles in the Octet », The Musical Times, vol. 145, no 1888,‎ octobre 2004, p. 73–86 (ISSN 0027-4666, OCLC 5548054208).
- (en) Petros Vouvaris, Structural conditions of predictability in post-tonal music: the compound melodic structures of Nikos Skalkottas's Octet, European Society for the Cognitive Science of Music, 23-28 juillet 2012, Thessalonic, p. 1095–1103.

Sur la « Passacaglia » pour piano (AK 70-XV, 1940)
- (el) Costas Tsougras, « Nikos Skalkottas's Passacaglia for piano solo: tradition and innovation in equilibrium » [« Η Passacaglia για σόλο πιάνο του Νίκου Σκαλκώτα: Παράδοση και καινοτομία σε ισορροπία »], Polyfonica, no 18,‎ 2011, p. 7–28 (lire en ligne [PDF]).

Sur la musique populaire dans l'œuvre
- (en) Nikos Maliaras (éd.) (conférence à Athènes, 18-20 janvier 2013), The national element in music, Athènes, Université d'Athènes, faculté d'études musicales, 2014 (ISBN 978-960-93-5959-7, lire en ligne) — Partie intitulée, The National Element in Nikos Skalkottas's Music :
  - Katerina Levidou, « A Dubious Mission: Skalkottas’s Vision of Truly Greek Music and his 36 Greek Dances », p. 255–266 ;
  - Costas Tsougras, « Nikos Skalkottas' Thema con Variazioni (thème grec populaire) from Suite for Piano no. 3 ‐ An analytical and compositional approach », p. 267–287 ;
  - George Zervos, Aspects of hellenicity in Nikos Skalkottas's music, p. 288–294.

#### Thèses
- Isabelle Thabard (Mémoire de maîtrise), Nikos Scalkottas (1904-1949) : Aspect de son œuvre pour instruments à cordes, Paris, Université de Paris IV, 1992.